# Velveeta

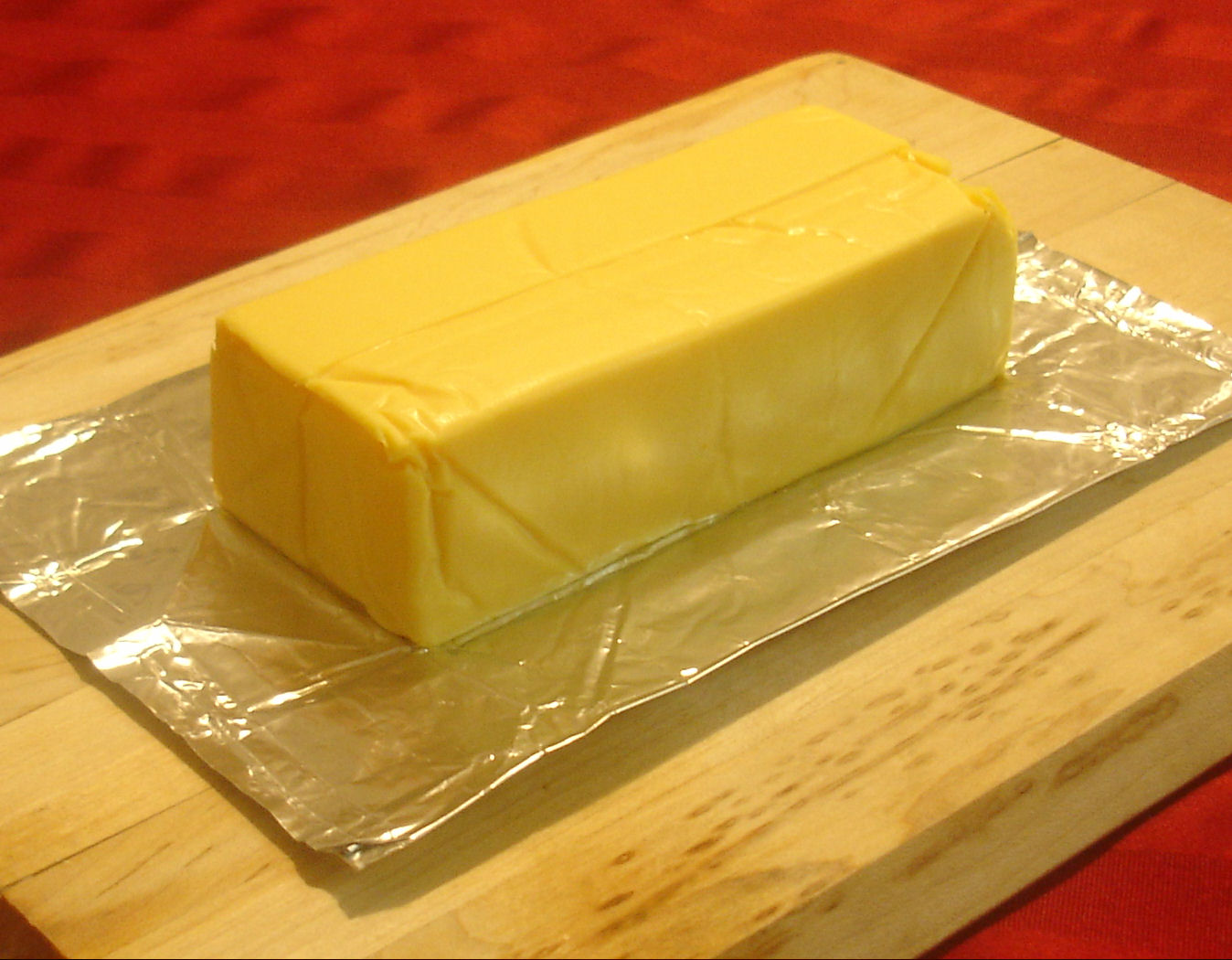
Queso Velveeta

Queso Velveeta es un tipo de queso procesado estadounidense producido por primera vez en el año 1918 por la compañía del inmigrante suizo Emil Frey denominada Monroe Cheese Company ubicada en Monroe, New York. En el año 1923 la compañía The Velveeta Cheese Company se separó como una compañía propia, y finalmente fue vendida a Kraft Foods en 1927.

## Características
Las características de Velveeta son suaves, con una textura de goma y un sabor distintivo que los anuncios publicitarios comparan con el queso cheddar, es fácil de fundir. Se compara el sabor con el american cheese de la marca Cheez Whiz. Velveeta está elaborado como todos los quesos procesados con suero de la leche. Velveeta es un producto clasificado por el departamento de Estados Unidos de Food and Drug Administration como un producto sometido al proceso de pasteurización. Velveeta no necesita ser conservado en refrigerador mientras que su envase no haya sido desprecintado.
También se expende en presentaciones de 10 rebanadas envueltas separadamente. Existe en versiones americano, munster y suizo y se vende bajo la marca Facilistas (principalmente en Venezuela, donde se le da el nombre de queso Kraft por vulgarización).